# Wen Mukubu
Wen Boss Mukubu (Kinshasa, 2 augustus 1983) is een Belgisch/Congolees basketballer.

## Carrière

### 2002-2011
Mukubu speelde collegebasketbal voor Arkansas Razorbacks en UAB Blazers, hij werd niet gedraft in 2007. Hij maakte zijn profdebuut voor de Franse club STB Le Havre waar hij speelde van 2007 tot 2008. Hij speelde in 2009 kort voor de Italiaanse club Sutor Montegranaro. Van 2009 tot 2010 speelde hij voor de Franse club SIG Strasbourg. In 2010 speelde hij kort voor de Cocodrilos de Caracas voordat hij naar de Italiaanse club BC Ferrara trok. Hetzelfde jaar trok hij naar Pistoia Basket 2000.

### 2011-2016
In 2011 ging hij spelen voor de Belgische club Liège Basket, hij ging hetzelfde seizoen nog spelen voor reeksgenoot Verviers-Pepinster. In 2012 keerde hij terug naar Luik en speelde het seizoen uit bij Liège Basket. Hij speelde van 2013 tot 2015 voor Spirou Charleroi. In 2015 speelde hij voor het Franse Gravelines-Dunkerque en daarna voor JA Vichy-Clermont. 

### 2016-heden
In 2016 keerde hij terug naar België waar hij ging spelen voor Limburg United, hij was een vaste starter gedurende vijf seizoenen in Limburg. In 2021 maakte hij  de overstap naar reeksgenoot Kangoeroes Mechelen. Hij liep aan het einde van dat seizoen een infectie op en lag twee dagen in coma. De operatie verliep goed maar Mukubu zal dat seizoen niet meer in actie komen. Hij werd wel uitgeroepen tot Speler van het jaar. In 2024 maakte hij de overstap naar de Leuven Bears. Hij verlengde zijn contract aan het einde van het seizoen bij de Bears.

## Erelijst
- Speler van het jaar: 2021/22
- BNXT League Dream Team: 2022
- BNXT League Defensive Player of the Year: 2023